# Pendleton County (West Virginia)
Pendleton County is een van de 55 county's in de Amerikaanse staat West Virginia.
De county heeft een landoppervlakte van 1.807 km² en telt 8.196 inwoners (volkstelling 2000). De hoofdplaats is Franklin.

## Bevolkingsontwikkeling

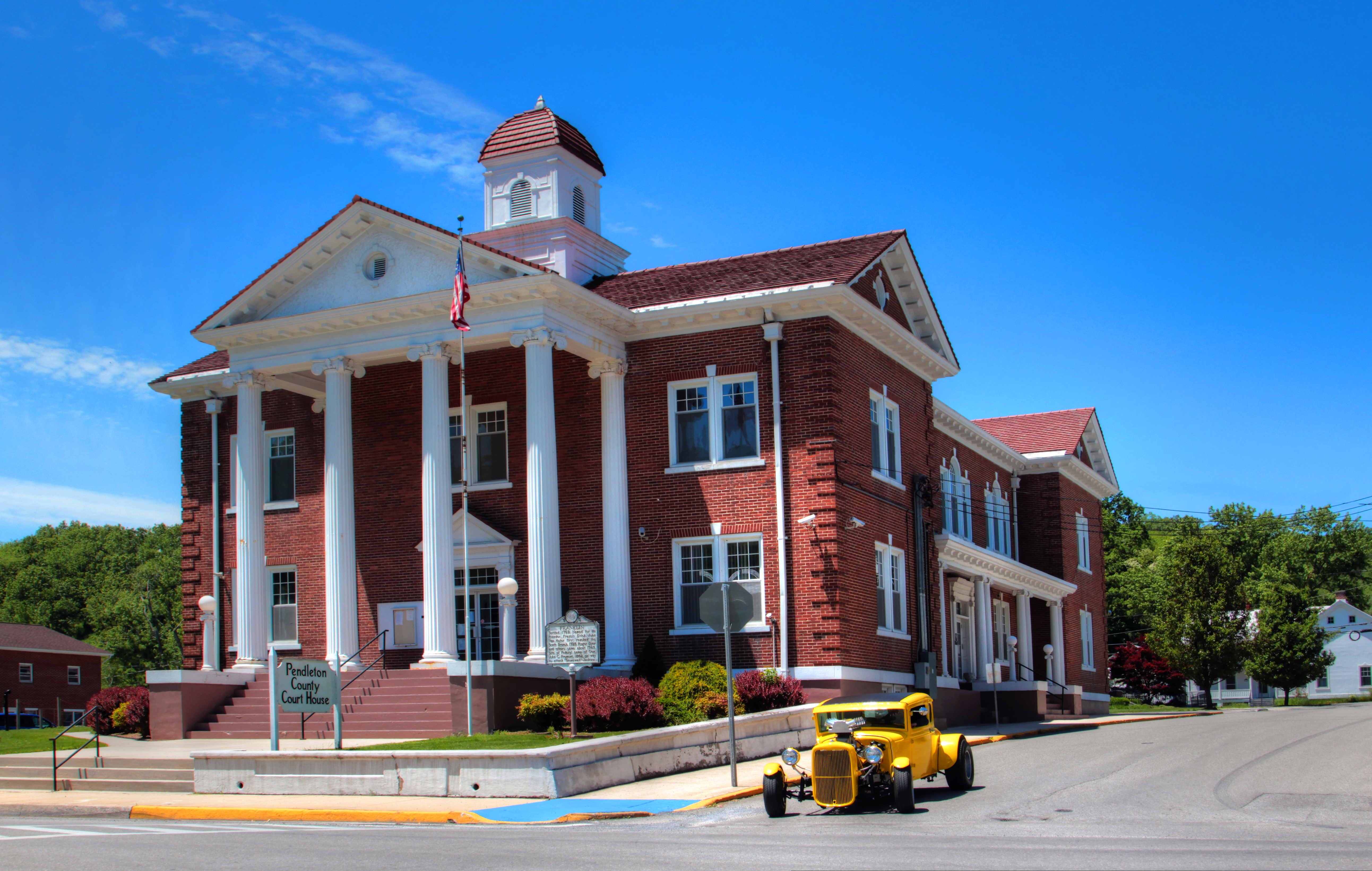
Pendleton County Courthouse

Barbour County · Berkeley County · Boone County · Braxton County · Brooke County · Cabell County · Calhoun County · Clay County · Doddridge County · Fayatte County · Gilmer County · Grant County · Greenbrier County · Hampshire County · Hancock County · Hardy County · Harrison County · Jackson County · Jefferson County · Kanawha County · Lewis County · Lincoln County · Logan County · Marion County · Marshall County · Mason County · McDowell County · Mercer County · Mineral County · Mingo County · Monongalia County · Monroe County · Morgan County · Nicholas County · Ohio County · Pendleton County · Pleasants County · Pocahontas County · Preston County · Putnam County · Raleigh County · Randolph County · Ritchie County · Roane County · Summers County · Taylor County · Tucker County · Tyler County · Upshur County · Wayne County · Webster County · Wetzel County · Wirt County · Wood County · Wyoming County